# Cyrtandra denhamii
Espèce
Statut de conservation UICN

 CR B1ab(i,iii) : 
En danger critique
Cyrtandra denhamii est une espèce de plantes à fleurs de la famille des Gesneriaceae endémique des Fidji.

## Répartition et habitat
Cette espèce est endémique de l'île Gau aux Fidji, on la trouve entre 300 et 450 m d'altitude. Elle pousse dans la forêt tropicale humide de basse altitude.